# (26328) Litomyšl
(26328) Litomyšl, désignation internationale (26328) Litomysl, est un astéroïde de la ceinture principale.

## Description
(26328) Litomysl est un astéroïde de la ceinture principale. Il fut découvert le 18 novembre 1998 à l'Observatoire Kleť par Miloš Tichý et Zdeněk Moravec. Il présente une orbite caractérisée par un demi-grand axe de 2,28 UA, une excentricité de 0,22 et une inclinaison de 6,0° par rapport à l'écliptique.

## Compléments